# Whenever, Wherever
Whenever, Wherever is een latin pop nummer uit 2001, geschreven en geproduceerd door Shakira voor haar eerste Engelstalige studioalbum Laundry Service. Het lied kwam van niets binnen op de nummer 1-positie in zowel de Nederlandse Top 40 als de Nederlandse Single Top 100, een uitzonderlijke prestatie. Het was destijds haar meest succesvolle nummer uit haar carrière tot Hips Don't Lie uit 2006. Er bestaat tevens een Spaanstalige versie van het nummer, getiteld Suerte, wat geluk betekent.
Het nummer werd als eerste single uitgebracht van het album Laundry Service in de lente van 2001. Het was een internationaal succes, het bereikte de nummer 1-positie in Colombia, Latijns-Amerika, bijna alle Europese landen, Australië en Nieuw-Zeeland.
In 2024 brachten Kygo en Ava Max de single Whatever uit, een interpolatie van Shakiras nummer.

## Hitnotering
| "Whenever, Wherever" in de Nederlandse Top 40 - binnen 09-02-2002 | "Whenever, Wherever" in de Nederlandse Top 40 - binnen 09-02-2002 | "Whenever, Wherever" in de Nederlandse Top 40 - binnen 09-02-2002 | "Whenever, Wherever" in de Nederlandse Top 40 - binnen 09-02-2002 | "Whenever, Wherever" in de Nederlandse Top 40 - binnen 09-02-2002 | "Whenever, Wherever" in de Nederlandse Top 40 - binnen 09-02-2002 | "Whenever, Wherever" in de Nederlandse Top 40 - binnen 09-02-2002 | "Whenever, Wherever" in de Nederlandse Top 40 - binnen 09-02-2002 | "Whenever, Wherever" in de Nederlandse Top 40 - binnen 09-02-2002 | "Whenever, Wherever" in de Nederlandse Top 40 - binnen 09-02-2002 | "Whenever, Wherever" in de Nederlandse Top 40 - binnen 09-02-2002 | "Whenever, Wherever" in de Nederlandse Top 40 - binnen 09-02-2002 | "Whenever, Wherever" in de Nederlandse Top 40 - binnen 09-02-2002 | "Whenever, Wherever" in de Nederlandse Top 40 - binnen 09-02-2002 | "Whenever, Wherever" in de Nederlandse Top 40 - binnen 09-02-2002 | "Whenever, Wherever" in de Nederlandse Top 40 - binnen 09-02-2002 | "Whenever, Wherever" in de Nederlandse Top 40 - binnen 09-02-2002 | "Whenever, Wherever" in de Nederlandse Top 40 - binnen 09-02-2002 | "Whenever, Wherever" in de Nederlandse Top 40 - binnen 09-02-2002 | "Whenever, Wherever" in de Nederlandse Top 40 - binnen 09-02-2002 | "Whenever, Wherever" in de Nederlandse Top 40 - binnen 09-02-2002 |
| Week                                                              | 1                                                                 | 2                                                                 | 3                                                                 | 4                                                                 | 5                                                                 | 6                                                                 | 7                                                                 | 8                                                                 | 9                                                                 | 10                                                                | 11                                                                | 12                                                                | 13                                                                | 14                                                                | 15                                                                | 16                                                                | 17                                                                | 18                                                                | 19                                                                |                                                                   |
| ----------------------------------------------------------------- | ----------------------------------------------------------------- | ----------------------------------------------------------------- | ----------------------------------------------------------------- | ----------------------------------------------------------------- | ----------------------------------------------------------------- | ----------------------------------------------------------------- | ----------------------------------------------------------------- | ----------------------------------------------------------------- | ----------------------------------------------------------------- | ----------------------------------------------------------------- | ----------------------------------------------------------------- | ----------------------------------------------------------------- | ----------------------------------------------------------------- | ----------------------------------------------------------------- | ----------------------------------------------------------------- | ----------------------------------------------------------------- | ----------------------------------------------------------------- | ----------------------------------------------------------------- | ----------------------------------------------------------------- | ----------------------------------------------------------------- |
| Nummer                                                            | 1                                                                 | 1                                                                 | 1                                                                 | 1                                                                 | 1                                                                 | 1                                                                 | 1                                                                 | 1                                                                 | 1                                                                 | 2                                                                 | 2                                                                 | 3                                                                 | 5                                                                 | 5                                                                 | 11                                                                | 13                                                                | 17                                                                | 26                                                                | 31                                                                | uit                                                               |

| "Whenever, Wherever" in de Nederlandse Single Top 100 - binnen: 09-02-2002 | "Whenever, Wherever" in de Nederlandse Single Top 100 - binnen: 09-02-2002 | "Whenever, Wherever" in de Nederlandse Single Top 100 - binnen: 09-02-2002 | "Whenever, Wherever" in de Nederlandse Single Top 100 - binnen: 09-02-2002 | "Whenever, Wherever" in de Nederlandse Single Top 100 - binnen: 09-02-2002 | "Whenever, Wherever" in de Nederlandse Single Top 100 - binnen: 09-02-2002 | "Whenever, Wherever" in de Nederlandse Single Top 100 - binnen: 09-02-2002 | "Whenever, Wherever" in de Nederlandse Single Top 100 - binnen: 09-02-2002 | "Whenever, Wherever" in de Nederlandse Single Top 100 - binnen: 09-02-2002 | "Whenever, Wherever" in de Nederlandse Single Top 100 - binnen: 09-02-2002 | "Whenever, Wherever" in de Nederlandse Single Top 100 - binnen: 09-02-2002 | "Whenever, Wherever" in de Nederlandse Single Top 100 - binnen: 09-02-2002 | "Whenever, Wherever" in de Nederlandse Single Top 100 - binnen: 09-02-2002 | "Whenever, Wherever" in de Nederlandse Single Top 100 - binnen: 09-02-2002 | "Whenever, Wherever" in de Nederlandse Single Top 100 - binnen: 09-02-2002 | "Whenever, Wherever" in de Nederlandse Single Top 100 - binnen: 09-02-2002 | "Whenever, Wherever" in de Nederlandse Single Top 100 - binnen: 09-02-2002 | "Whenever, Wherever" in de Nederlandse Single Top 100 - binnen: 09-02-2002 | "Whenever, Wherever" in de Nederlandse Single Top 100 - binnen: 09-02-2002 | "Whenever, Wherever" in de Nederlandse Single Top 100 - binnen: 09-02-2002 | "Whenever, Wherever" in de Nederlandse Single Top 100 - binnen: 09-02-2002 | "Whenever, Wherever" in de Nederlandse Single Top 100 - binnen: 09-02-2002 | "Whenever, Wherever" in de Nederlandse Single Top 100 - binnen: 09-02-2002 | "Whenever, Wherever" in de Nederlandse Single Top 100 - binnen: 09-02-2002 | "Whenever, Wherever" in de Nederlandse Single Top 100 - binnen: 09-02-2002 | "Whenever, Wherever" in de Nederlandse Single Top 100 - binnen: 09-02-2002 | "Whenever, Wherever" in de Nederlandse Single Top 100 - binnen: 09-02-2002 | "Whenever, Wherever" in de Nederlandse Single Top 100 - binnen: 09-02-2002 | "Whenever, Wherever" in de Nederlandse Single Top 100 - binnen: 09-02-2002 |
| Week                                                                       | 1                                                                          | 2                                                                          | 3                                                                          | 4                                                                          | 5                                                                          | 6                                                                          | 7                                                                          | 8                                                                          | 9                                                                          | 10                                                                         | 11                                                                         | 12                                                                         | 13                                                                         | 14                                                                         | 15                                                                         | 16                                                                         | 17                                                                         | 18                                                                         | 19                                                                         | 20                                                                         | 21                                                                         | 22                                                                         | 23                                                                         | 24                                                                         | 25                                                                         | 26                                                                         | 27                                                                         |                                                                            |
| -------------------------------------------------------------------------- | -------------------------------------------------------------------------- | -------------------------------------------------------------------------- | -------------------------------------------------------------------------- | -------------------------------------------------------------------------- | -------------------------------------------------------------------------- | -------------------------------------------------------------------------- | -------------------------------------------------------------------------- | -------------------------------------------------------------------------- | -------------------------------------------------------------------------- | -------------------------------------------------------------------------- | -------------------------------------------------------------------------- | -------------------------------------------------------------------------- | -------------------------------------------------------------------------- | -------------------------------------------------------------------------- | -------------------------------------------------------------------------- | -------------------------------------------------------------------------- | -------------------------------------------------------------------------- | -------------------------------------------------------------------------- | -------------------------------------------------------------------------- | -------------------------------------------------------------------------- | -------------------------------------------------------------------------- | -------------------------------------------------------------------------- | -------------------------------------------------------------------------- | -------------------------------------------------------------------------- | -------------------------------------------------------------------------- | -------------------------------------------------------------------------- | -------------------------------------------------------------------------- | -------------------------------------------------------------------------- |
| Nummer                                                                     | 2                                                                          | 1                                                                          | 1                                                                          | 1                                                                          | 1                                                                          | 1                                                                          | 1                                                                          | 1                                                                          | 1                                                                          | 1                                                                          | 1                                                                          | 4                                                                          | 4                                                                          | 5                                                                          | 7                                                                          | 11                                                                         | 17                                                                         | 20                                                                         | 25                                                                         | 29                                                                         | 40                                                                         | 48                                                                         | 52                                                                         | 59                                                                         | 49                                                                         | 68                                                                         | 84                                                                         | uit                                                                        |

| "Whenever, Wherever" in de Vlaamse Ultratop 50 - binnen: 09-02-2002 | "Whenever, Wherever" in de Vlaamse Ultratop 50 - binnen: 09-02-2002 | "Whenever, Wherever" in de Vlaamse Ultratop 50 - binnen: 09-02-2002 | "Whenever, Wherever" in de Vlaamse Ultratop 50 - binnen: 09-02-2002 | "Whenever, Wherever" in de Vlaamse Ultratop 50 - binnen: 09-02-2002 | "Whenever, Wherever" in de Vlaamse Ultratop 50 - binnen: 09-02-2002 | "Whenever, Wherever" in de Vlaamse Ultratop 50 - binnen: 09-02-2002 | "Whenever, Wherever" in de Vlaamse Ultratop 50 - binnen: 09-02-2002 | "Whenever, Wherever" in de Vlaamse Ultratop 50 - binnen: 09-02-2002 | "Whenever, Wherever" in de Vlaamse Ultratop 50 - binnen: 09-02-2002 | "Whenever, Wherever" in de Vlaamse Ultratop 50 - binnen: 09-02-2002 | "Whenever, Wherever" in de Vlaamse Ultratop 50 - binnen: 09-02-2002 | "Whenever, Wherever" in de Vlaamse Ultratop 50 - binnen: 09-02-2002 | "Whenever, Wherever" in de Vlaamse Ultratop 50 - binnen: 09-02-2002 | "Whenever, Wherever" in de Vlaamse Ultratop 50 - binnen: 09-02-2002 | "Whenever, Wherever" in de Vlaamse Ultratop 50 - binnen: 09-02-2002 | "Whenever, Wherever" in de Vlaamse Ultratop 50 - binnen: 09-02-2002 | "Whenever, Wherever" in de Vlaamse Ultratop 50 - binnen: 09-02-2002 | "Whenever, Wherever" in de Vlaamse Ultratop 50 - binnen: 09-02-2002 | "Whenever, Wherever" in de Vlaamse Ultratop 50 - binnen: 09-02-2002 | "Whenever, Wherever" in de Vlaamse Ultratop 50 - binnen: 09-02-2002 | "Whenever, Wherever" in de Vlaamse Ultratop 50 - binnen: 09-02-2002 | "Whenever, Wherever" in de Vlaamse Ultratop 50 - binnen: 09-02-2002 | "Whenever, Wherever" in de Vlaamse Ultratop 50 - binnen: 09-02-2002 | "Whenever, Wherever" in de Vlaamse Ultratop 50 - binnen: 09-02-2002 |
| Week                                                                | 1                                                                   | 2                                                                   | 3                                                                   | 4                                                                   | 5                                                                   | 6                                                                   | 7                                                                   | 8                                                                   | 9                                                                   | 10                                                                  | 11                                                                  | 12                                                                  | 13                                                                  | 14                                                                  | 15                                                                  | 16                                                                  | 17                                                                  | 18                                                                  | 19                                                                  | 20                                                                  | 21                                                                  | 22                                                                  | 23                                                                  |                                                                     |
| ------------------------------------------------------------------- | ------------------------------------------------------------------- | ------------------------------------------------------------------- | ------------------------------------------------------------------- | ------------------------------------------------------------------- | ------------------------------------------------------------------- | ------------------------------------------------------------------- | ------------------------------------------------------------------- | ------------------------------------------------------------------- | ------------------------------------------------------------------- | ------------------------------------------------------------------- | ------------------------------------------------------------------- | ------------------------------------------------------------------- | ------------------------------------------------------------------- | ------------------------------------------------------------------- | ------------------------------------------------------------------- | ------------------------------------------------------------------- | ------------------------------------------------------------------- | ------------------------------------------------------------------- | ------------------------------------------------------------------- | ------------------------------------------------------------------- | ------------------------------------------------------------------- | ------------------------------------------------------------------- | ------------------------------------------------------------------- | ------------------------------------------------------------------- |
| Nummer                                                              | 24                                                                  | 2                                                                   | 2                                                                   | 1                                                                   | 1                                                                   | 1                                                                   | 1                                                                   | 1                                                                   | 1                                                                   | 1                                                                   | 2                                                                   | 2                                                                   | 3                                                                   | 3                                                                   | 4                                                                   | 6                                                                   | 8                                                                   | 13                                                                  | 14                                                                  | 24                                                                  | 30                                                                  | 40                                                                  | 47                                                                  | uit                                                                 |

### NPO Radio 2 Top 2000
| Nummer met noteringen in de NPO Radio 2 Top 2000 | '06 | '07  | '08  | '09  | '10  | '11  | '12  |
| ------------------------------------------------ | --- | ---- | ---- | ---- | ---- | ---- | ---- |
| Whenever, Wherever                               | 726 | 1563 | 1709 | 1984 | 1502 | 1843 | 1881 |

1. ↑  Een vetgedrukt getal geeft de hoogste notering aan.
2. ↑  2006 was het eerste jaar met een notering voor dit nummer.
3. ↑  Deze tabel is bijgewerkt tot en met de laatste editie (2024).